# Falsomesosella tranversefasciata
Falsomesosella tranversefasciata är en skalbaggsart som beskrevs av Stefan von Breuning 1938. Falsomesosella tranversefasciata ingår i släktet Falsomesosella och familjen långhorningar. Inga underarter finns listade i Catalogue of Life.